# Circle of the Oath
Circle of the Oath es un álbum de estudio de la agrupación alemana de heavy metal Axel Rudi Pell, publicado el 23 de marzo de 2013 por Steamhammer/SPV y producido por Axel Rudi Pell y Charlie Bauerfeind.

## Lista de canciones
1. "The Guillotine Suite (intro)" - 1:51
2. "Ghost in the Black" - 4:37
3. "Run With the Wind" - 4:43
4. "Before I Die" - 4:30
5. "Circle of the Oath" - 9:20
6. "Fortunes of War" - 5:19
7. "Bridges to Nowhere" - 7:11
8. "Lived Our Lives Before" - 6:31
9. "Hold On to Your Dreams" - 5:48
10. "World of Confusion (The Masquerade Ball Pt. II)" - 9:29

## Créditos
- Johnny Gioeli - voz
- Axel Rudi Pell - guitarra
- Volker Krawczak - bajo
- Mike Terrana - batería
- Ferdy Doernberg - teclados